# Colt Anaconda
El Colt Anaconda es un revólver Magnum de 11 mm (0.44 pulgadas) que utiliza el cartucho .44 Magnum.
El Colt Anaconda es un revólver de doble acción aparecido en 1990, con un gran tambor de seis cartuchos, diseñado y producido por la Colt's Manufacturing Company. Fue diseñado para los cartuchos .44 Magnum y .45 Colt. El Anaconda supuso la primera incursión de la empresa de Hartford, Connecticut, en el popular mercado de armas cortas de gran calibre.
- Datos: Q1112001
- Multimedia: Colt Anaconda / Q1112001